# Шаркеадас (Риу-Гранди-ду-Сул)
Шаркеадас (порт. Charqueadas) — муниципалитет в Бразилии, входит в штат Риу-Гранди-ду-Сул. Составная часть мезорегиона Агломерация Порту-Алегри. Входит в экономико-статистический микрорегион Сан-Жерониму. Население составляет 33 808 человек на 2006 год. Занимает площадь 216,513 км². Плотность населения — 156,1 чел./км².

## История
Город основан в 1982 году.

## Статистика
- Валовой внутренний продукт на 2003 год составляет 500 007 946,00 реалов (данные: Бразильский институт географии и статистики).
- Валовой внутренний продукт на душу населения на 2003 год составляет 15 603,79 реала (данные: Бразильский институт географии и статистики).
- Индекс развития человеческого потенциала на 2000 год составляет 0,806 (данные: Программа развития ООН).

## География
Климат местности: субтропический.